# Kamen Rider Stronger
Kamen Rider Stronger (仮面ライダーストロンガー, Kamen Raidā Sutorongā) est une série télévisée japonaise de style Tokusatsu. Elle a été diffusée après l'arrêt de Kamen Rider Amazon sur TBS et MBS du 5 avril au 27 décembre 1975 et compte 39 épisodes. Elle constitue la cinquième série de Kamen Rider créé par Shotaro Ishinomori. Elle sera suivie de Skyrider, trois ans plus tard.

## Distribution
- Shigeru Jō (城 茂, Jō Shigeru?): Shigeru Araki (荒木 茂, Araki Shigeru?)
- Yuriko Misaki (岬 ユリ子, Misaki Yuriko?): Kyōko Okada (岡田 京子, Okada Kyōko?)
- Tōbei Tachibana (立花 藤兵衛, Tachibana Tōbee?): Akiji Kobayashi (小林 昭二, Kobayashi Akiji?)
- Yōichirō Masaki (正木 洋一郎, Masaki Yōichirō?): Hiroshi Ogasawara (小笠原 弘, Ogasawara Hiroshi?)
- Titan (タイタン, Taitan?): Akira Hamada (浜田 晃, Hamada Akira?)
- Dead Lion (デッドライオン, Deddo Raion?, Voix): Mahito Tsujimura (辻村 真人, Tsujimura Mahito?)
- Le grand maître de Black Satan, Le grand maître de Delza Army, Le grand maître Rock (ブラックサタン大首領, デルザー軍団大首領, 岩石大首領, Burakku Satan Daishuryō, Deruzā Gundan Daishuryō, Ganseki Daishuryō?, Voix): Gorō Naya (納谷 悟朗, Naya Gorō?)
- General Shadow (ジェネラルシャドウ, Jeneraru Shadō?, Voix): Hidekatsu Shibata (柴田 秀勝, Shibata Hidekatsu?)
- Marshal Machine (マシーン大元帥, Mashīn Daigensui?, Voix): Osamu Ichikawa (市川 治, Ichikawa Osamu?)
- Narrateur (ナレーター, Narētā?): Shinji Nakae (中江 真司, Nakae Shinji?)

## Chansons
Générique
- "Kamen Rider Stronger no Uta" (仮面ライダーストロンガーの歌, Kamen Raidā Sutorongā no Uta?, "La chanson de Kamen Rider Stronger")
  - Paroles: Saburō Yatsude
  - Compositeur: Shunsuke Kikuchi
  - Interprète: Ichirou Mizuki

Génériques de fin
- "Kyō mo Tatakau Stronger" (今日もたたかうストロンガー, Kyō mo Tatakau Sutorongā?, "Stronger se bats encore aujourd'hui")
  - Paroles: Saburō Yatsude
  - Compositeur: Shunsuke Kikuchi
  - Interprètes: Masato Shimon & Mitsuko Horie puis Ichirou Mizuki & Mitsuko Horie
  - Episodes: 1-2, 3 à 31

- "Stronger Action" (ストロンガーアクション, Sutorongā Akushon?)
  - Paroles: Shotaro Ishinomori
  - Compositeur: Shunsuke Kikuchi
  - Interprètes: Ichirou Mizuki & Mitsuko Horie
  - Episodes 32 à 38